# Toyohira
Toyohira (豊平川?, Toyohira-gawa) è un fiume nella prefettura di Hokkaidō in Giappone. Affluente del fiume Ishikari, è lungo 72,5 chilometri e ha un'area di drenaggio di 959 km².

## Il corso
Dalla montagna Oizaridake, il fiume Toyohira scorre verso nord e la diga Hōheikyō ha creato lungo il suo corso il lago Jōzan. Il fiume scorre attraverso una gola e dopo essere uscito da questa si unisce ad alcuni altri fiumi prima di girare verso est. Due piccole dighe bloccano il corso del fiume Toyohira mentre si sposta nella periferia di Sapporo. Il fiume scorre verso nord est attraversando il centro del quartiere Toyohira di Sapporo. Quando lascia l'area urbana forma il confine tra Sapporo ed Ebetsu prima di gettarsi nel fiume Ishikari.

## La storia
La popolazione Ainu conosceva il fiume Toyohira con il nome di Sapporo Pet, fiume Sapporo. Toyopira era originariamente il nome di un guado del fiume Sapporo. Fino al XIX secolo, il corso inferiore del fiume Sapporo era lo stesso dell'attuale fiume Fushiko che si gettava direttamente nella parte nord del fiume Ishikari. Dopo un'inondazione, il fiume ha iniziato un nuovo corso con direzione est. Gli Ainu avevano denominato ciò che restava del vecchio corso inferiore del fiume Sapporo Fushiko Sapporo o Vecchio Sapporo.
Quando i giapponesi colonizzarono la zona, mantennero i nomi attribuiti dalla popolazione Ainu. Essi chiamarono la nuova capitale Sapporo e fiume Sapporo (Sapporo Pet) dopo il guado Toyohira. Il vecchio corso inferiore del Fushiko Sapporo fu nominato fiume Fushiko. Il Toyohira Bridge fu costruito nel punto di guado chiamato dagli Ainu Toyopira.

## Affluenti
- Anano
- Makomanai